# Onverdikte walstroroest
De onverdikte walstroroest (Pucciniastrum guttatum) is een roestschimmel die behoort tot de familie Pucciniaceae. De ongeslachtelijke fase van deze biotrofe parasiet met uredinia en telia komt voor op walstro.

## Kenmerken
Uredinia
De oranje, tot 0,3 mm grote, poederachtige uredinia zitten op de achterkant van het blad.  Ze worden bedekt met een peridium met een centrale ostiole. De langwerpige, 15 µm lange peridiumcellen zijn naar de ostiole toe kubusvormig. Ze hebben een tot 2,5 µm dikke wand. De gele of kleurloze, ellipsoïde tot eivormige, zelden ronde, 21-25 × 17-19 µm grote urediniosporen hebben zeer fijne stekels op de 1,5-2 µm dikke wanden.
Telia
De donkerbruine, korstvormige telia zitten zowel op de achterkant als op de voorkant van het blad. De bruingele, 22-30 × 20-26 µm grote teliosporen ontwikkelen zich onder de epidermale cellen. Ze zijn 2 tot 4 cellige en hebben een dikke wand aan de top.

## Verspreiding
De onverdikte walstroroest komt voor in Europa en Noord-Amerika. In Nederland is hij uiterst zeldzaam.

## Foto's

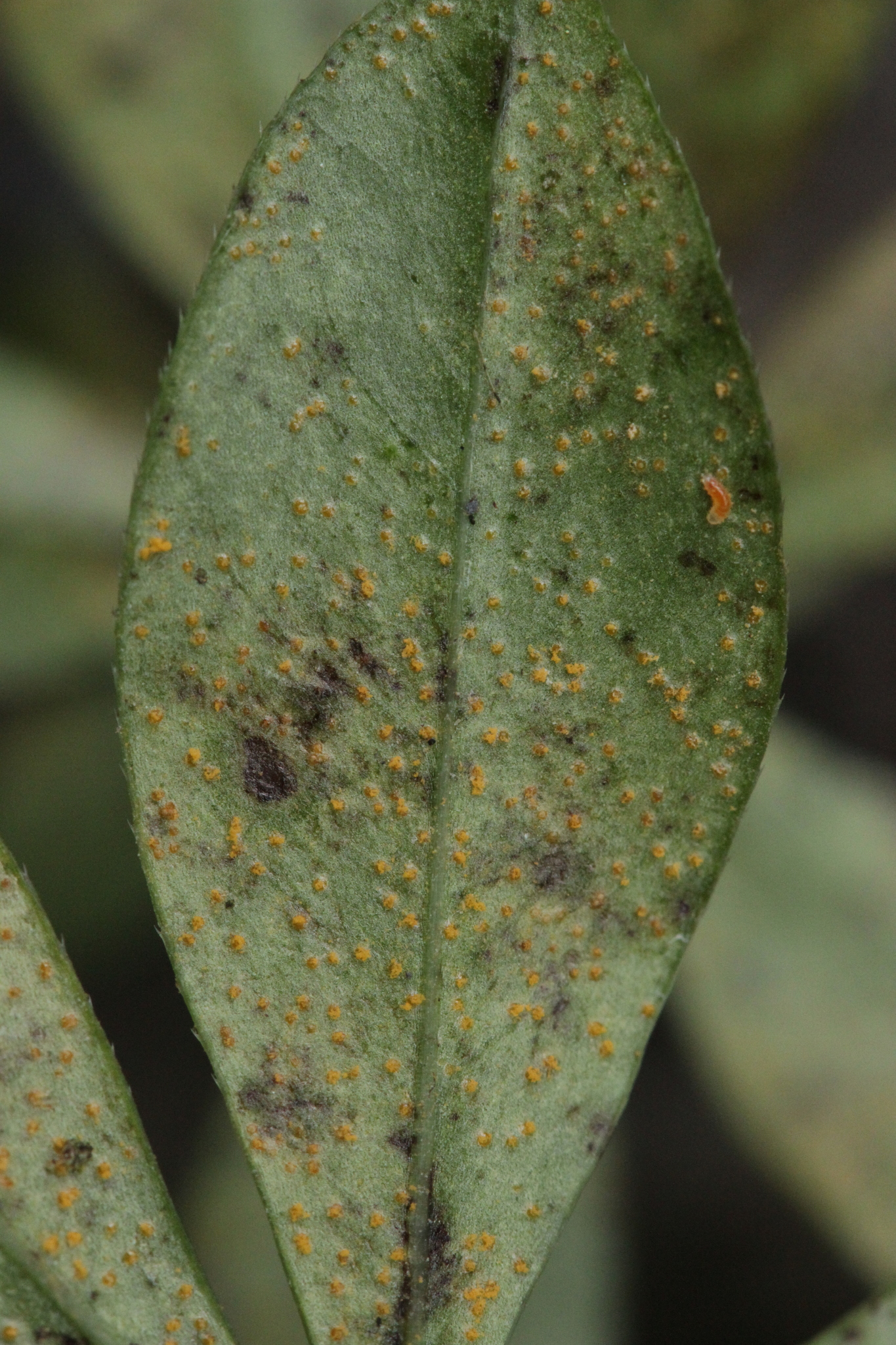
Uredinia lievevrouwebedstro
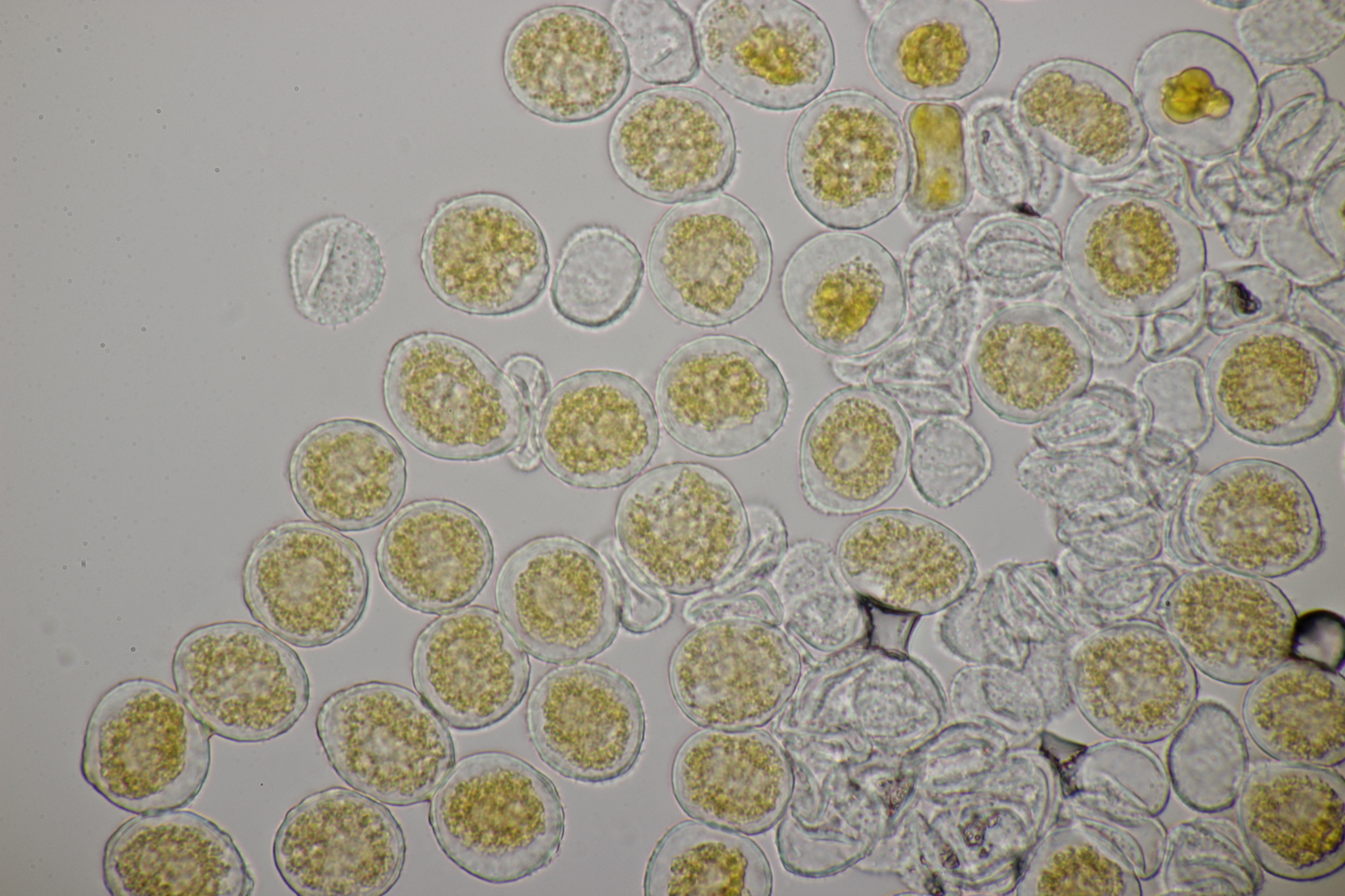
Urediniosporen op lievevrouwebedstro
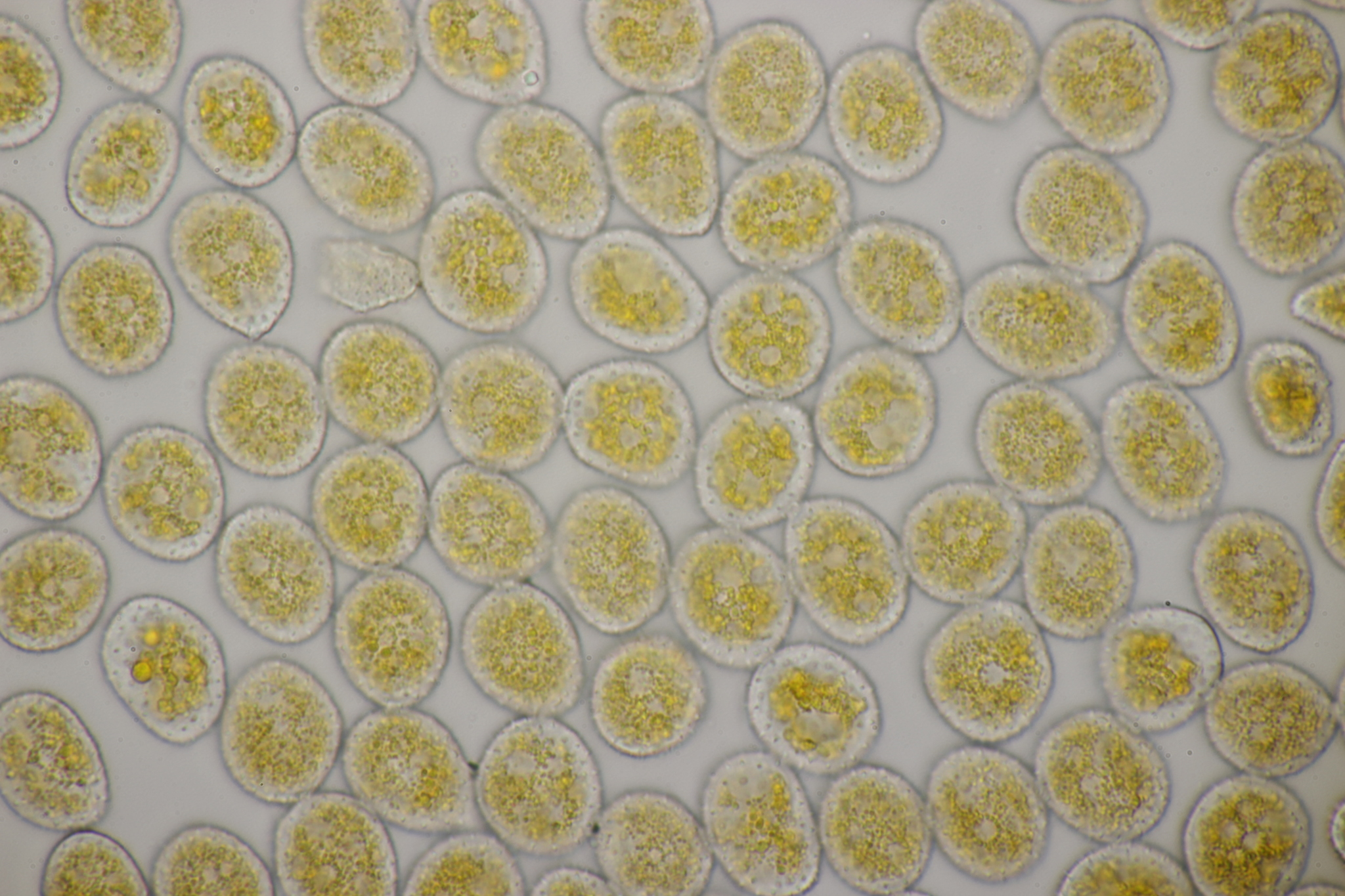
Urediniosporewanden op glad walstro
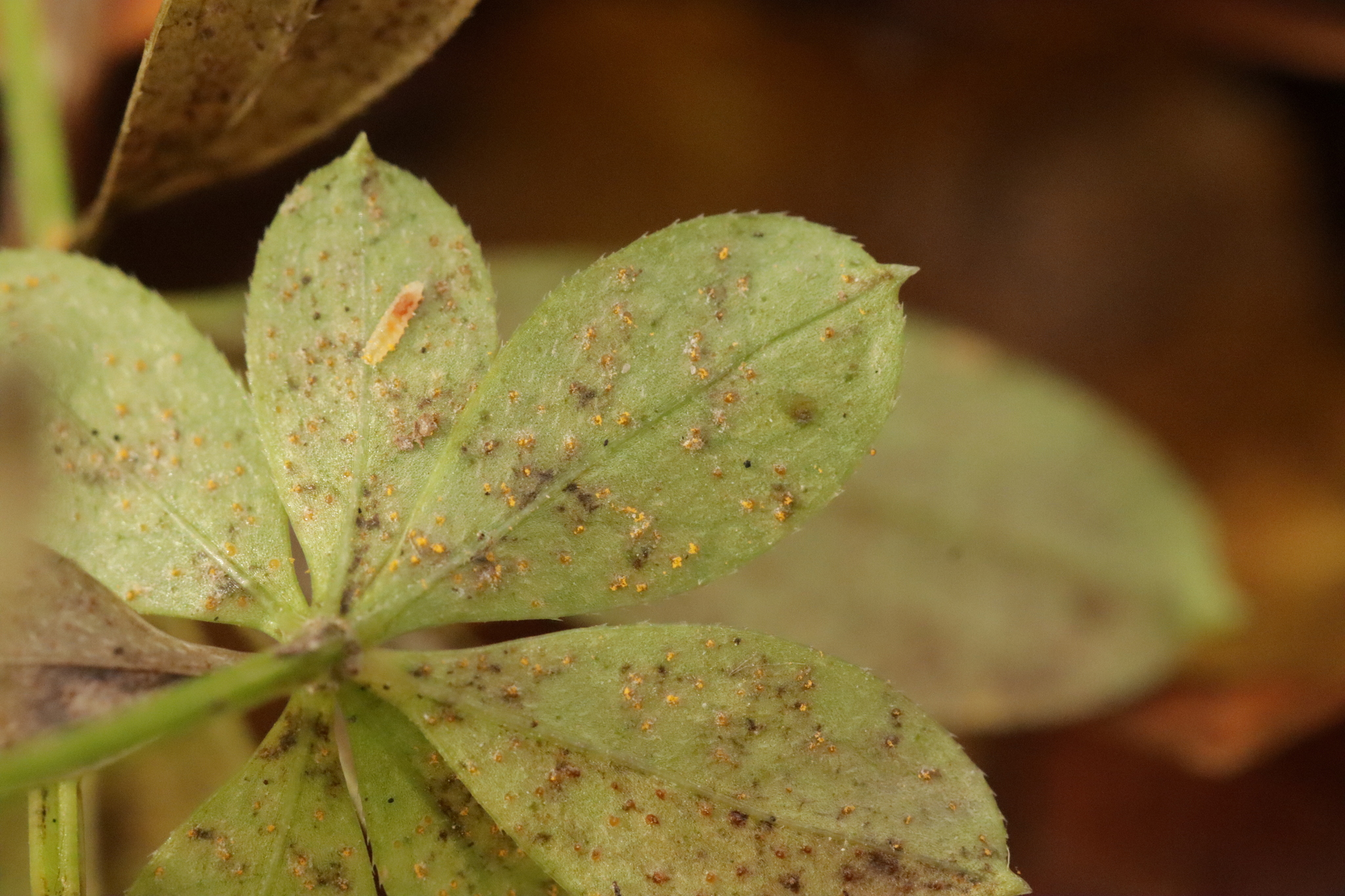
Uredinia met hyperparasiete muggenlarve van Mycodiplosis